# Сергис, Кристерс
Кристерс Сергис (латыш. Kristers Serģis; 14 января 1974 года, Цесис) — латвийский мотоспортсмен. Пятикратный Чемпион Мира в классе мотоциклы с коляской, четырехкратный серебряный призер Чемпионата Мира. Бронзовый призер Чемпионата Европы (2007 год).
Тренером был Янис Сергис.
Награждён орденом Трёх звёзд 3 степени.